# Линоза
Лино́за (итал. Linosa, сиц. Linusa) — небольшой итальянский вулканический остров в Средиземном море, в 160 км от Сицилии и в 160 км от Туниса. Входит в состав Пелагских островов. Лежит в Тунисском проливе, южнее острова Пантеллерия. Административно относится к провинции Агридженто области Сицилия. Площадь — 5,43 км². Высота над уровнем моря — 195 м. Население — 433 человека (2001). Основные занятия: сельское хозяйство, рыболовство, туризм.
В геологическом отношении остров насажен на разлом грабена Тунисского пролива. Сложен трахибазальтами.
На острове происходит действие вышедшего в 2011 году фильма-призера Венецианского кинофестиваля «Материк», рассказывающего о судьбе семьи рыбаков и нелегальной эмиграции.